# 200 Cigarettes
200 Cigarettes är en amerikansk film från 1999 i regi av Risa Bramon Garcia.

## Roller
- Ben Affleck som Bartender
- Casey Affleck som Tom
- Jennifer Albano som Cheryl
- Caleb Carr som Cynical Bar Patron
- Dave Chappelle som Disco Cabbie
- Elvis Costello som sig själv
- Angela Featherstone som Caitlyn
- Janeane Garofalo som Ellie
- Gaby Hoffmann som Stephie
- Kate Hudson som Cindy
- David Johansen som Tiki Bartender
- Courtney Love som Lucy
- Jay Mohr som Jack
- Martha Plimpton som Monica
- Christina Ricci som Val
- Paul Rudd som Kevin